# USS LST-361
O USS LST-361 foi um navio de guerra norte-americano da classe LST que operou durante a Segunda Guerra Mundial.